# KK Sutjeska
Le Košarkaški Klub Sutjeska est un club monténégrin de basket-ball situé dans la ville de Nikšić. Le club appartient à l'élite du championnat monténégrin.

## Historique
Le club est fondé en 1948.

## Palmarès
Le club remporte la finale de la Coupe du Monténégro de basket-ball en 2013. Il arrive aussi trois fois en finale (2012, 2014, 2019). C'est le seul club, autre que le KK Budućnost Podgorica, à avoir remporté la coupe du Monténégro.